# 火薬銃

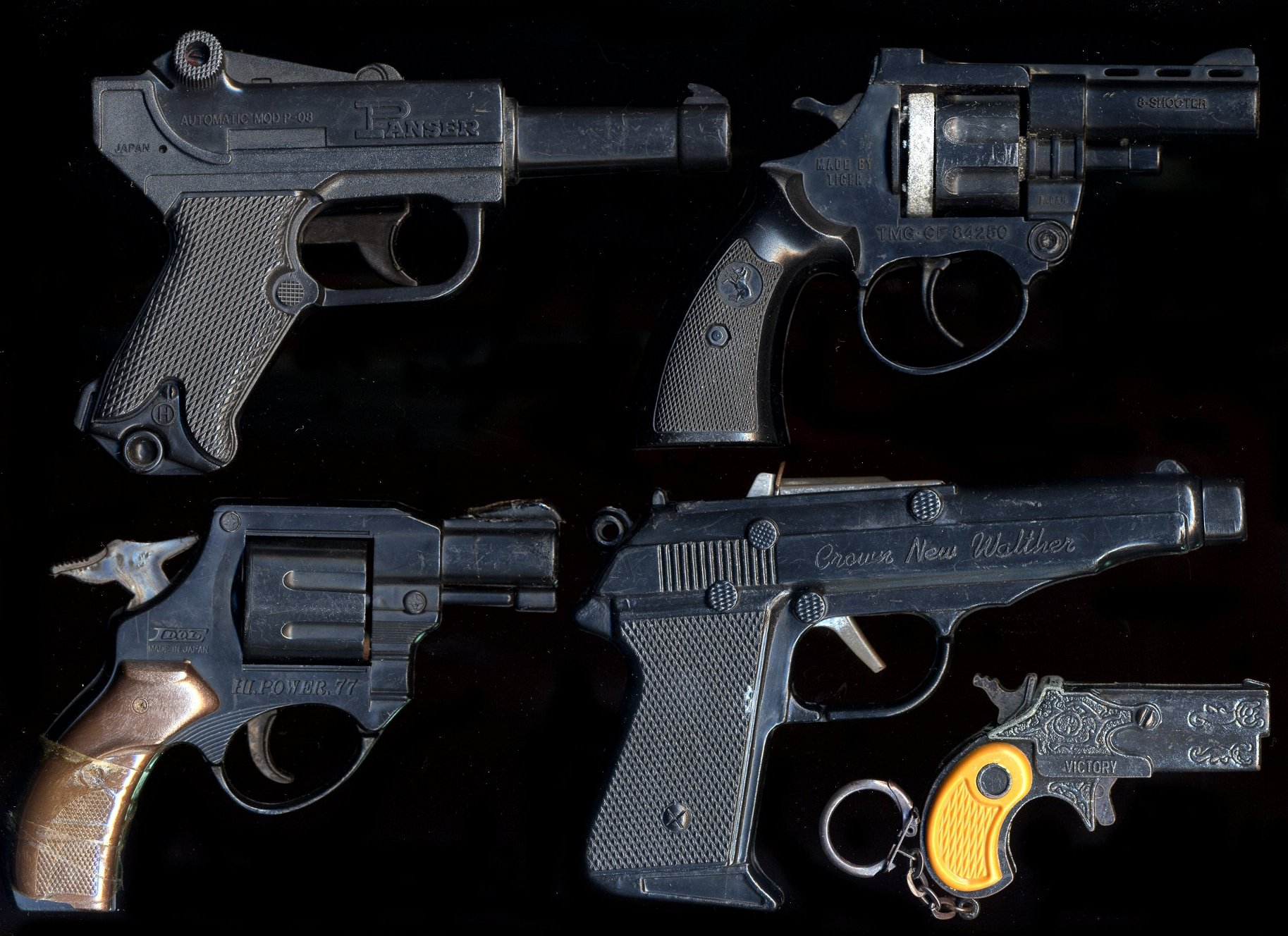
カネコ制作のカネキャップ用の銃(右上)

火薬銃（かやくじゅう）はトイガンの一種である。
なお本項では火薬銃に使う火薬についても紹介する。

## 概要
火薬銃はその名の通り火薬を使用する。銃の形をしたものにキャップを詰めて引き金を引くと火薬が爆発し、音が鳴るというもの。ただの巻き鉄砲 (百連発ともいう) のようにキャップ型ではなく、巻いた紙に火薬がついているものもある。基本的には8連発ができるものが売られているが、ごくまれに12連発というものもある。今となってはダイソーやセリアといった百均にも売っており、ホームセンターでは畑や田んぼの害虫駆除用として売られている。百均で売られてるものの多くは自社開発の場合色が2色だったりチープなものが多い。また銀玉鉄砲などは別物として扱われる。

## 火薬

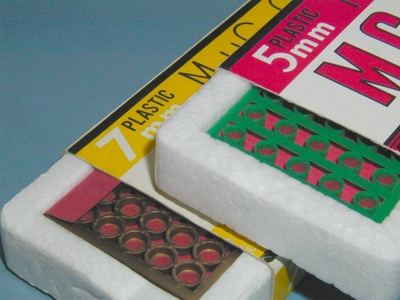
海外の火薬銃の火薬の一例

火薬銃に使われるキャップは非常に大きな音がして、住宅街で鳴らしてもと響くほどである。
また火薬は引火しやすく、火事にもつながる可能性がある。